# Casa Llorenç (Sedó)
Casa Llorenç és una casa de Sedó, al municipi de Torrefeta i Florejacs (Segarra), inclosa a l'Inventari del Patrimoni Arquitectònic de Catalunya.

## Descripció
Edifici que formava part d'una antiga casa senyorial. Actualment ocupa la part central. Té quatre plantes aprofitades. A la planta baixa, gran entrada amb arc escarser, amb porta quadrangular de garatge moderna. A la planta següent hi ha un balcó que s'estén al llarg de la façana, al que s'accedeix per dues portes.

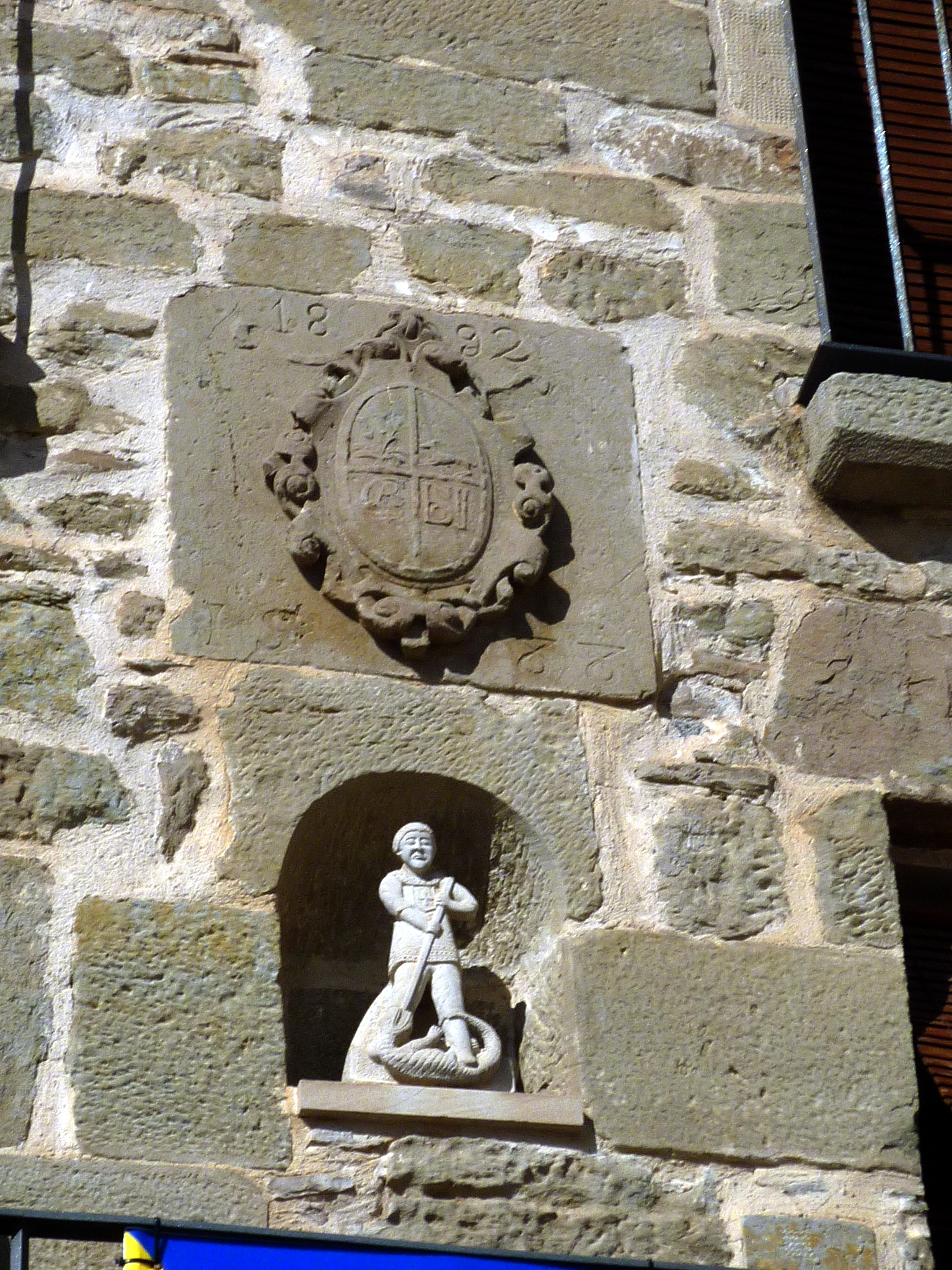
Fornícula i escut a la façana

 Entre aquestes dues hi ha una fornícula amb una imatge i un escut heràldic a sobre. Al pis següent hi ha dos balcons interiors amb barana de ferro. Al darrer pis hi ha dos finestrals acabats en arc semicircular. Remata la part superior de la façana una cornisa amb ràfec i rajoles fent decoració geomètrica.

## Història
En origen la casa que avui es veu era la part central d'un casal senyorial de la darreria del segle xvi manat construir per Joan Carbonell, mercader de Sedó, vers el 1588. A la segona meitat del segle xviii el casal fou dividit en tres cossos, ocupant la part central de la casa que des de començament del segle XX hom coneix com a Cal Plaça.
En els primers anys fou habitat pel propietari Joan Carbonell i la seva família; en passar a la filla d'aquest deixà de ser residència principal de la família i als inicis del segle xviii apareix habitada per masovers, tenint un ús exclusivament residencial i agrícola. A la darreria del segle xviii pogué combinar aquesta funció amb la de ferreria i durant el primer quart de segle XX i fins a l'esclat de la Guerra Civil funcionà com a Cafè i Sala de ball.
Actualment l'habitatge enceta una nova activitat, com a Residència-casa de pagès en la modalitat d'Allotjament Rural Independent (ARI).